# Human love
Human love is het tiende soloalbum van Gary Wright. Het werd door hemzelf uitgebracht in 1999 omdat Wright geen platenlabel kon vinden dat het wilde uitbrengen. Human love ging door waar First signs of life opgehouden was: meer new age-achtige popmuziek. Opnamen vonden plaats in de High Wave Studio (ook van Wright zelf) te Los Angeles en de Exil Music Studios te Bielefeld, Duitsland. Drums werden weer apart opgenomen in de Total Access Studio in Redondo Beach, Californië.

## Musici
- slagwerk: Sergio Gonzalez
- percussie: Marlon Klein
- toetsinstrumenten: Gary Wright, Franz Pusch
- gitaar: Steve Farris, Roman Burka, Bernart Locker, T.J. Parker, Roman Bunka
- basgitaar: Tony Franklin, Jimmy Haslip
- zangstem Indiaas:  Lakshmi Shankar
- viool: Lakshminarayanan Shankar
- dwarsfluit; Fredo Josch
- harp: Jimmy Powers, Tollack Ollestad
- achtergrondzang: Gary Wright, Jeff Lynne, Tasha Taylor, Derek de Beer, Ayo Ademi

## Muziek
| Nr. | Titel                                                          | Duur |
| --- | -------------------------------------------------------------- | ---- |
| 1.  | Human love (Wright)                                            | 7:07 |
| 2.  | Flame in the snow (Wright)                                     | 5:08 |
| 3.  | You lit the fire (Locker, Wright)                              | 3:58 |
| 4.  | If you believe in hevane (Graham Gouldman, Adrian Lee, Wright) | 4:37 |
| 5.  | Your eyes (Bobby Hart, Wright)                                 | 3:57 |
| 6.  | Key to your freedom (Wright)                                   | 5:00 |
| 7.  | Wildfire (Wright)                                              | 4:10 |
| 8.  | I would fly (Bobby Hart, Wright)                               | 5:24 |
| 9.  | The wrong time (Hugh McCracken, Wright)                        | 4:38 |
| 10. | Reach (Pusch, Wright)                                          | 4:47 |